# Andrusko Marcella
Andrusko Marcella (Párkány, 1985. szeptember 16. –) magyar színművésznő, szinkronszínész.

## Élete és pályafutása
1985-ben született Párkányban. 2008-2013 között a Színház- és Filmművészeti Egyetem hallgatója volt, bábszínész szakirányon. A Radnóti Színházban, a Vígszínházban és a Katona József Színházban szokott játszani. Később a Terminál Workhouse csapatának tagja lett.

## Szinkronszerepei

### Film
| Cím                           | Szereplő    | Színész             |
| ----------------------------- | ----------- | ------------------- |
| Ne engedj el!                 | Kathy(Nee!) | Carey Mulligan      |
| Transformers 4 A kihalás kora | Tessa       | Nicola Peltz        |
| A láthatatlan tesó            | Molly       | Paris Berelc        |
| Levél a mennyből              | Zoe         | Jordyn Ashley Olson |

### Sorozat
| Cím                               | Szereplő                         | Színész           |
| --------------------------------- | -------------------------------- | ----------------- |
| Laborpatkányok: Az elit csapat    | Skylar Storm                     | Paris Berelc      |
| Hannibal                          | Abigail Hobbs                    | Kacey Rohl        |
| Spartacus – Elátkozottak háborúja | Kore                             | Jenna Lind        |
| Szuperdokik                       | Skylar Storm                     | Paris Berelc      |
| Nem én voltam!                    | Delia                            | Sarah Gilman      |
| Winx Club                         | Flora (6. évadtól)               | –                 |
| Korra legendája                   | Asami Sato (3-4. könyv)          | Seychelle Gabriel |
| A császárság kincse               | Szüng-Nyáng/Ki úrnő/Ki császárné | Ha Dzsivon        |
| Viktória, a rabszolgák megmentője | Viktória/Lucia, a márkinő        | Nerea Camacho     |
| Bates Motel Psycho a kezdetektől  | Bradley Martin                   | Nicola Peltz      |
| Stranger Things                   | Nancy Wheeler                    | Natalia Dyer      |
| All American (Spencer)            | Olivia Baker                     | Samantha Logan    |
| Szexoktatás                       | Aimee Gibbs                      | Aimee Lou Wood    |
| Ozark                             | Ruth Langmore                    | Julia Garner      |
| Star Wars: A Rossz Osztag         | Trace Martez                     | Brigitte Kali     |

### Videójáték
| Cím               | Szereplő |
| ----------------- | -------- |
| League of Legends | Kai'Sa   |
| HL2               | Polgárnő |